# Campeonato Europeu de Atletismo em Pista Coberta de 2017 - Salto com vara masculino
A prova do salto com vara masculino do Campeonato Europeu de Atletismo em Pista Coberta de 2017 foi disputada no dia 3 de março de 2017 na Arena Kombank em Belgrado,  na Sérvia. 

## Recordes
Antes desta competição, os recordes mundiais e do campeonato nesta prova eram os seguintes:
|                       | Nome              | Nacionalidade | Altura  | Local   | Data                    |
| --------------------- | ----------------- | ------------- | ------- | ------- | ----------------------- |
| Recorde mundial       | Renaud Lavillenie | França        | 6m 16cm | Donetsk | 15 de fevereiro de 2014 |
| Recorde do campeonato | Renaud Lavillenie | França        | 6m 04cm | Praga   | 7 de março de 2015      |
| Recorde europeu       | Renaud Lavillenie | França        | 6m 16cm | Donetsk | 15 de fevereiro de 2014 |

## Medalhistas
| Ouro              | Prata                        | Bronze                    |
| Piotr Lisek (POL) | Konstadinos Filippidis (GRE) | Paweł Wojciechowski (POL) |

## Cronograma
Todos os horários são locais (UTC+2).
| Data       | Hora  | Evento |
| ---------- | ----- | ------ |
| 3 de março | 17:00 | Final  |

## Resultado
A final foi realizada às 17:00 no dia 3 de março de 2017.  
| Posição           | Atleta                 | Nacionalidade | 5.35 | 5.50 | 5.60 | 5.70 | 5.75 | 5.80 | 5.85 | 5.90 | Resultados | Notas                |
| ----------------- | ---------------------- | ------------- | ---- | ---- | ---- | ---- | ---- | ---- | ---- | ---- | ---------- | -------------------- |
| Medalha de ouro   | Piotr Lisek            | Polónia       | o    | o    | o    | o    | x-   | o    | o    | xxx  | 5.85       |                      |
| Medalha de prata  | Konstadinos Filippidis | Grécia        | xo   | o    | o    | o    | x-   | xo   | o    | xxx  | 5.85       | Recorde nacional     |
| Medalha de bronze | Paweł Wojciechowski    | Polónia       | o    | o    | o    | xo   | –    | –    | xxo  | xxx  | 5.85       | Recorde da temporada |
| 4                 | Jan Kudlička           | Chéquia       | –    | o    | –    | o    | o    | o    | xxx  |      | 5.80       | Recorde da temporada |
| 5                 | Raphael Holzdeppe      | Alemanha      | –    | –    | o    | o    | x-   | o    | xxx  |      | 5.80       | Recorde da temporada |
| 6                 | Axel Chapelle          | França        | xo   | o    | xo   | o    | o    | o    | xxx  |      | 5.80       | Recorde pessoal      |
| 7                 | Ivan Horvat            | Croácia       | xo   | o    | xo   | o    | o    | xxx  |      |      | 5.75       |                      |
| 8                 | Mareks Ārents          | Letônia       | o    | xo   | o    | xxx  |      |      |      |      | 5.60       | Recorde da temporada |
| 8                 | Stanley Joseph         | França        | o    | xo   | o    | xxx  |      |      |      |      | 5.60       |                      |
| 10                | Kévin Menaldo          | França        | –    | o    | xo   | xxx  |      |      |      |      | 5.60       |                      |
| 11                | Emmanouil Karális      | Grécia        | o    | o    | xxx  |      |      |      |      |      | 5.50       |                      |
| 12                | Florian Gaul           | Alemanha      |      |      |      |      |      |      |      |      | DNS        |                      |

Legenda
| Recorde mundial       | Recorde mundial (World record)               |                       | Recorde africano                      | Recorde africano (African) |                                           | Q | Classificado por posição (Qualified) |
| Recorde do campeonato | Recorde do campeonato (Championship record)  | Recorde da América    | Recorde da América (Americas)         | q                          | Classificado por melhor tempo (Qualified) |   |                                      |
| Melhor marca do ano   | Melhor marca do ano (World leading)          | Recorde asiático      | Recorde asiático (Asian)              | DNS                        | Não largou (Did not start)                |   |                                      |
| Recorde nacional      | Recorde nacional (National record)           | Recorde europeu       | Recorde europeu (European)            | DNF                        | Não terminou (Did not finish)             |   |                                      |
| Recorde pessoal       | Recorde pessoal do atleta (Personal best)    | Recorde da Oceania    | Recorde da Oceania (Oceania)          | DSQ / DQ                   | Desclassificado (Disqualified)            |   |                                      |
| Recorde da temporada  | Recorde da temporada do atleta (Season best) | Recorde sul-americano | Recorde sul-americano (South America) | NM                         | Sem marca (No mark)                       |   |                                      |